# ザバイバル
ザバイバルは、劇場版アニメ『さらば宇宙戦艦ヤマト 愛の戦士たち』（以降、『さらば』）とテレビアニメ『宇宙戦艦ヤマト2』（以下、『ヤマト2』）、リメイク作品であるアニメ映画『宇宙戦艦ヤマト2202 愛の戦士たち』（以下、『2202』）の登場人物。声優は富田耕生（『2202』以外）、屋良有作（『2202』）。

## キャラクター設定
白色彗星帝国の将軍。地上戦のプロフェッショナルで、指揮戦車から突撃格闘兵団ヘルサーバーを率い、テレザート星の地下大平原に戦闘戦車の大軍団を展開している。
顔に傷がある筋骨隆々の身体に加え、顎鬚と頬髯がつながった髭面が特徴。腰には軍用拳銃ストーム・パラベラムを帯びている。
容姿は、『さらば』では太い眉と目尻の小さな傷跡となっているのに対して、『ヤマト2』では眉なしに左頬から小鼻に渡るほどの大きな傷跡へと変更されている。PS用ゲーム版『さらば宇宙戦艦ヤマト 愛の戦士たち』では『さらば』をベースにデザインされている。一方、藤商事のパチスロ『CR宇宙戦艦ヤマト3』（2010年導入開始）では『ヤマト2』をベースにデザインされている。『2202』では、『さらば』準拠の容貌だが、傷は目を縦貫する形になっており、服装はボドム・メイスのものに近いデザインとなっている。

## 劇中での登場
さらば宇宙戦艦ヤマト 愛の戦士たち
テレザート星の地底空間に展開した戦車軍団で、ヤマトの空間騎兵隊を追い詰めていくが、勝利寸前に多弾頭ミサイルの攻撃によって戦車軍団を失う。指揮戦車で逃亡するも斉藤始に追いつかれ、彼と1対1の肉弾による死闘を繰り広げた末にストーム・パラベラムを奪われ、射殺される。
なお、小説版では死闘を制した斉藤が、ザバイバルを「勇者」として讃える描写がある。
宇宙戦艦ヤマト2
姿だけなら第1話から登場しているが、本編中で活躍するのは第13話と第14話。『さらば』とほぼ同じ活躍をするが、背景事情が異なり、本人も知らぬ間にサーベラーたちの政治的陰謀に巻き込まれ、捨て駒として派遣された形になっている。
デスラーの代わりにヤマトを迎撃するため、サーベラーの独断でひそかにテレザート星へ派遣されるが、サーベラーは勝敗よりもテレサを刺激することを恐れ、最初からテレザート星宙域での大規模戦闘を避ける腹積もりだったため、ヘルサーバー以外の戦力は一切派遣されず、自隊だけで戦闘を行うことになる。
PSゲーム版
ストーリー13「テレザート宙域」での白兵戦に登場。火器類をダメージを完全に防ぐ「リフレクション・スーツ」を着用しているため、肉弾戦で攻略するという展開になっている。
宇宙戦艦ヤマト2202 愛の戦士たち
第10話と第14話に登場。テレザートに駐留する陸戦師団の師団長。ゴーランドの戦友であり、豪胆な性格の武人。ゴーランドが教育しているノルの訓練相手を務めることもある。
第14話で、テレザート星に降下してきた空間騎兵隊と交戦。メダルーサ改造型地上戦車「ヘルベスティア」の火力と、ガミラスの科学奴隷に作らせた反射衛星砲で相手を追い詰めるが、反射衛星を乗っ取られ、自艦以外の全艦を反射衛星砲で自滅させられる。そして、乗艦の艦橋に突入してきた斉藤と格闘戦を演じるも、自らの肩に付いていた短剣を胸に突き刺されて敗北。斎藤を巻き込んで自爆しようとするが、斎藤の機転によって艦橋から砲塔部分に斎藤と共に落下する。その後、艦上から身を投げて、自爆した。
なお、第四章時点において、本作初登場のガトランティス人では唯一「ザンツ・ザバイバル」というフルネームが明かされている。